# Torneo Interbritannico 1911
Il Torneo Interbritannico 1911 fu la ventottesima edizione del torneo di calcio conteso tra le Home Nations dell'arcipelago britannico. Il torneo fu vinto dall'Inghilterra.

## Risultati
| Data             | Luogo     | Squadra 1   | Risultato | Squadra 2 |
| ---------------- | --------- | ----------- | --------- | --------- |
| 28 gennaio 1911  | Belfast   | Irlanda     | 1 - 2     | Galles    |
| 11 febbraio 1911 | Derby     | Inghilterra | 2 - 1     | Irlanda   |
| 6 marzo 1911     | Cardiff   | Galles      | 2 - 2     | Scozia    |
| 13 marzo 1911    | Londra    | Inghilterra | 3 - 0     | Galles    |
| 18 marzo 1911    | Glasgow   | Scozia      | 2 - 0     | Irlanda   |
| 1º aprile 1911   | Liverpool | Inghilterra | 1 - 1     | Scozia    |

## Classifica
| Pos | Squadra     | Pti | G | V | N | P | GF | GS |
| --- | ----------- | --- | - | - | - | - | -- | -- |
| 1   | Inghilterra | 5   | 3 | 2 | 1 | 0 | 6  | 2  |
| 2   | Scozia      | 4   | 3 | 1 | 2 | 0 | 5  | 3  |
| 3   | Galles      | 3   | 3 | 1 | 1 | 1 | 4  | 6  |
| 4   | Irlanda     | 0   | 3 | 0 | 0 | 3 | 2  | 6  |